# Ukrainas nationalbibliotek

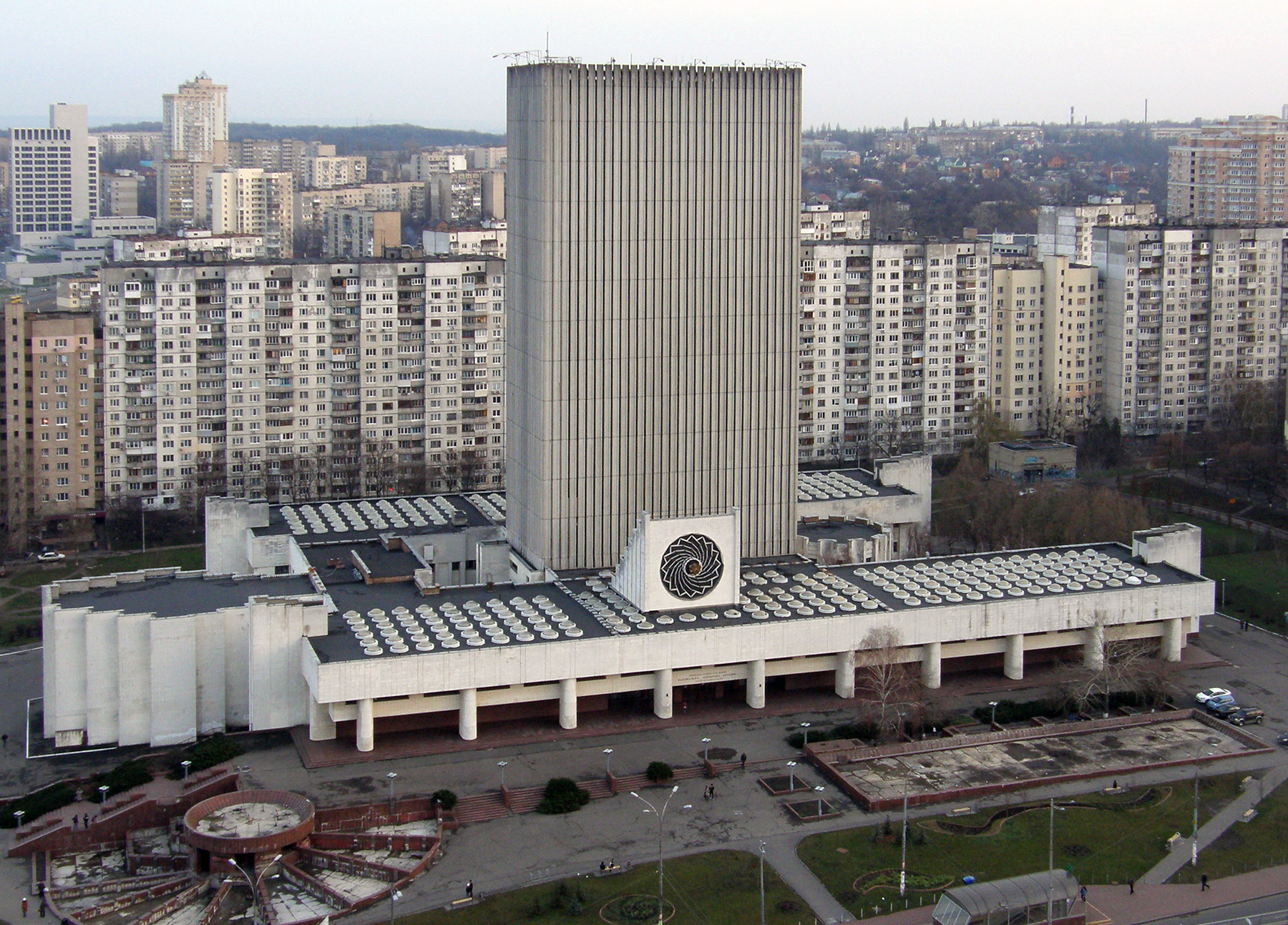
Ukrainas nationalbibliotek

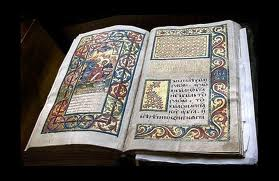
Peresopnytske evangeliet (1561)

Ukrainas nationalbibliotek uppkallat efter Volodymyr Ivanovitj Vernadskij (ukrainska: Націона́льна бібліоте́ка Украї́ни і́мені В.І. Верна́дського) är ett nationalbibliotek beläget i Kiev i Ukraina, i stadsdelen Demiivka söder om stadskärnan, och räknas med sina 15 miljoner objekt som ett av världens största bibliotek.
Biblioteket grundades 2 augusti 1918 av staten Ukraina som (likt Finland och Estland) hade förklarat sig självständig efter Oktoberrevolutionen. Kommittén för att upprätta ett nationalbibliotek leddes av vetenskapsmannen V.I. Vernadskij. Vid tyska invasionen i augusti 1941 evakuerades biblioteket till Ufa, varifrån det i maj 1944 kunde återföras till Kiev.
Den nuvarande karaktäristiska byggnaden, med ett 27 våningars höghus (bokmagasin) omgivet av en lägre byggnad (läsesalar), uppfördes mellan 1975 och 1989. Höjden är 76,7 meter och sammanlagda  golvytan 35 700 m². Sedan 1988 bär biblioteket Vernadskijs namn. Bibliotekets namn har förändrats flera gånger, senast 1996.
Biblioteket tar emot och förvarar pliktexemplar av allt som ges ut i landet, och utbyter material med 1500 bibliotek i 80 länder. Sedan 1964 tar det också emot allt material på engelska och ryska som utges av Förenta nationerna och dess institutioner. Bland bibliotekets många specialsamlingar finns exempelvis världens största samling av inspelningar av judisk folkmusik på Edison-vaxrullar.